# Torpedo puelcha
Torpedo puelcha är en rockeart som beskrevs av Fernando Lahille 1926. Torpedo puelcha ingår i släktet Torpedo och familjen darrockor. IUCN kategoriserar arten globalt som otillräckligt studerad. Inga underarter finns listade i Catalogue of Life.